# Pedalium
Genre
Pedalium est un genre de plantes de la famille des Pedaliaceae.

## Liste d'espèces
Selon BioLib (6 janvier 2023) et  The Plant List (6 janvier 2023) :
- Pedalium murex L.

Selon Tropicos (6 janvier 2023) (Attention liste brute contenant possiblement des synonymes) :
- Pedalium busseanum Stapf
- Pedalium caillaudii Hochst. ex DC.
- Pedalium intermedium Engl.
- Pedalium longiflorum (L.) Decne.
- Pedalium microcarpum Decne.
- Pedalium murex L.
- Pedalium muricatum Salisb.
- Pedalium rogeria Decne.
- Pedalium ruspolii Engl.